# Civica Orchestra di fiati del Comune di Milano
La Civica Orchestra di fiati del Comune di Milano nasce nel 1859, come Corpo Musicale della Guardia Nazionale, secondo il decreto del 2 dicembre del Consiglio Comunale . È stata la prima Orchestra di fiati italiana ad essere invitata alla Mid-West International Band and Orchestra Clinic a Chicago nel 1996. Oggigiorno si esibisce alle manifestazioni nazionali dei giorni 1° e 6 gennaio, 25 aprile e 1º maggio, a eventi sportivi, nei luoghi storici di Milano o nei parchi cittadini.

## Storia
La nascita a Milano del Corpo Musicale della Guardia Nazionale risale al 1859, in concomitanza con la creazione della Scuola Civica di Musica, dedita alla formazione a livello professionale dei musicisti che sarebbero poi divenuti parte integrante dello stesso corpo bandistico. Gustavo Rossari venne nominato direttore di entrambe le istituzioni.
Con la successiva ridenominazione in Corpo di Musica Municipale risalente al 1876, si volle dare un orientamento più concertistico.
Nel 1882 il maestro Andrea Guarneri successe a Gustavo Rossari. Vi fu il riassetto della pianta organica, approvato nel 1884, che prevedeva, oltre a 56 esecutori, la presenza di 3 sassofoni: un soprano, un contralto e un tenore.
Nel 1894 la biblioteca del Corpo di Musica Municipale contava 1.672 partiture di cui 814 ballabili, 337 marce, 331 pezzi diversi, 121 sinfonie e ouverture e 69 potpourri.
Dal 1906 al 1921 la direzione artistica ed organizzativa passò a Pio Nevi che riuscì ad imprimere un indirizzo più moderno.
Vi fu in seguito lo scioglimento della banda sostituita dal complesso dopolavoristico dell'ATM. Nel 1972 la giunta municipale decise la ricostituzione del corpo bandistico cittadino con la nuova denominazione ufficiale di Civica Banda Municipale: vennero quindi integrati strumentisti della banda dell'ATM affiancandoli con musicisti diplomati. La direzione artistica fu affidata per diversi anni ai maestri Ugo Turriani e Franco Lizzio prediligendo brani della tradizione operistica e sinfonica italiana.
Nel 1982 fu la volta del maestro Enrico De Mori che diede alla Civica Banda Municipale che nel 1984 indisse un concorso nazionale per l'assunzione stabile di strumentisti professionisti.
Nel 1986 Filippo Cuscito divenne direttore stabile e in quell'anno il complesso assunse ufficialmente la sua attuale denominazione di Civica Orchestra di fiati del Comune di Milano. Nel repertorio furono aggiunte composizioni di Beethoven, Mendelssohn, Rossini, Gossec e Berlioz.
Nel 1991 venne assegnata come sede l'appena ristrutturata Palazzina Liberty in Largo Marinai d'Italia, ma da quello stesso anno il complesso musicale non ebbe più un direttore stabile. Ritornò Enrico De Mori subito seguito dal Giancarlo Aleppo che inaugurò musicalmente la Palazzina nel 1992 con concerti di domenica mattina.
Nel 1994 sotto la direzione musicale di Lorenzo Della Fonte, l'attività della banda prese un taglio internazionale. Infatti prediligendo repertorio moderno per banda, più specificamente per Symphonic Band, chiamò a dirigere musicisti quali Johan De Meij, Jan Van der Roost, Laszlo Marosi, Pablo Sanchez Torella. Diversi concerti furono tenuti nei teatri milanesi quali il Teatro Dal Verme, il Teatro Smeraldo, la Sala Verdi del Conservatorio di Milano.
Anche dall'Inghilterra e dagli Stati Uniti furono invitati maestri prestigiosi come Joseph Horovitz e Frank Battisti, e nel 1996 fu la prima orchestra ad essere invitata a Chicago al Mid-West International Band and Orchestra Clinic, la manifestazione che si tiene annualmente negli Stati Uniti a cui prendono parte le migliori formazioni a fiati a livello mondiale.
Sin dal 1998 la banda ha, parallelamente all'attività concertistica e di rappresentanza, sviluppato l'aspetto dedicato alla didattica, con spettacoli musicali e concerti dedicati ai ragazzi delle elementari e medie ospitando le scolaresche nella propria sede ed eseguendo rappresentazioni come Pinocchio di Sergio Parisini e L'altro Mozart di Marco Marzi, oppure con formazioni cameristiche nelle biblioteche rionali.
Diversi direttori si avvicendano alla direzione, e la banda prosegue la sua attività con le parate e concerti nei teatri, nelle case di riposo e nei luoghi caratteristici di Milano quale ad esempio a giugno nel cortile di Palazzo Marino e l'appuntamento annuale del concerto di Santa Cecilia al Teatro Dal Verme di Milano.

## Discografia
Tra il 1899 e il 1909, l'allora Banda Municipale di Milano incise oltre 150 dischi per un totale di più di 300 brani (sui 78 giri si poteva incidere solo un brano per facciata). Il documento sonoro più antico è l'Inno Nazionale Italiano (disco a 78 giri per grammofono, 17 cm di diametro), datato 1901 e inciso sotto la direzione del Maestro Pio Nevi.
A tempi più recenti risalgono incisioni sia come Banda dell'Azienda Tranviaria di Milano che nella sua attuale dicitura di Civica Orchestra di Fiati di Milano, il cui ultimo lavoro discografico risale al 1996.

## Direttori
Alla direzione della Civica Orchestra a fiati del Comune di Milano si sono succeduti negli anni numerosi direttori tra i quali:
- Andrea Franceschelli - Italia
- Andrea Guarneri - Italia
- Angelo Bolciaghi - Italia
- Carlo Balmelli - Svizzera
- Carlo Pirola - Italia
- Davorin Hauptfeld - Jugoslavia
- Elena Casella - Italia
- Enrico De Mori - Italia
- Enrico Intra - Italia
- Fabrizio Dorsi - Italia
- Fabrizio Tallachini - Italia
- Filippo Cuscito - Italia
- Franco Cesarini - Svizzera
- Franco Lizzio - Italia
- Frank Battisti - Stati Uniti
- Gabriele Cassone - Italia
- Giancarlo Aleppo - Italia
- Giancarlo Schiaffini - Italia
- Gustavo Rossari - Italia
- Jan Van der Roost - Belgio
- Johan De Meij - Paesi Bassi
- Josè Valdespino - Cuba
- Joseph Horovitz - Regno Unito
- Laszlo Marosi - Ungheria
- Lorenzo Della Fonte - Italia
- Luca Pasqua - Italia
- Marco Bazzoli - Italia
- Marco Tamanini - Italia
- Mario Marzi - Italia
- Massimiliano Caldi - Italia
- Maurizio Billi - Italia
- Mauro Bernasconi - Italia
- Pablo Sanchez Torella - Spagna
- Paolo Belloli - Italia
- Pio Nevi - Italia
- Savino Acquaviva - Italia
- Stefano Martinotti - Italia
- Susanna Pescetti - Italia
- Ugo Turriani - Italia
- Vincenzo Mininno Italia